# FAB (značka)
FAB je původně česká společnost, dnes obchodní značka, která zastřešuje produkty dveřního vybavení jako jsou cylindrické vložky, zadlabací zámky, otvírače, zavírače, dveřní kování a další. V roce 1997 se společnost FAB stala členem švédské globální skupiny Assa Abloy. 
Hlavní výrobní závod společnosti se nachází v Rychnově nad Kněžnou a pracuje v něm okolo 500 zaměstnanců. Obchodní jednotky mají zastoupení v Plzni, Praze a Ostravě.

## Historie společnosti FAB
- 1911 Firmu s názvem Továrna na železné zboží Fáborský a Šeda, společnost s ručením omezeným založili v Rychnově nad Kněžnou Alois Fáborský a František Šeda. Na začátku měla továrna 20 zaměstnanců.
- 1916 František Šeda prodal svůj podíl v továrně manželům Aloisovi a Marii Fáborským.
- 1923 Změna majitelů se po letech promítla do nového názvu Továrna na železné zboží A. Fáborský, společnost s ručením omezeným.
- 1934 Zahájení výroby cylindrických vložek.
- 1937 Alois Fáborský umírá. Vedení továrny se ujímá syn, Antonín Fáborský.
- 1948 Továrna je znárodněna a stává se součástí Národní správy Braneckých železáren.
- 1955 Továrna se stává součástí Orlických strojíren a sléváren.
- 1958 Továrna se stává součástí Braneckých železáren.
- 1969 Je vyhlášen samostatný Národní podnik FAB. Podnik však nepřežil normalizaci. Po dvou letech byl znovu začleněn pod Orlické strojírny.
- 1971 Podnik mění název na Orlické strojírny n. p.
- 1992 Původní státní podnik je transformován na akciovou společnost FAB a privatizován v první vlně kuponové privatizace.
- 1997 Anglická banka Flamming odkoupila veškeré akcie podniku a nabídla je na burze, kde je zakoupila švédská společnost Assa Abloy.
- 2008 Vznikla nová společnost ASSA ABLOY Czech & Slovakia s. r. o., která spojila společnost FAB, s.r.o., jednotku obchodu a marketingu, a společnost Abloy spol. s r. o.
- 2011 Značka FAB oslavila 100 let a skupina se rozrostla o společnost BERA s.r.o. – českého výrobce elektrických a elektromechanických samozamykacích zámků a otvíračů.
- 2013 Skupina se rozrostla o společnost Sherlock – výrobce bezpečnostních dveří.
- 2016 V Rychnově se začíná produkovat systém mechanických cylindrických vložek a příslušenství PERK, jež je patentovým řešením vyvinutým přímo v místním závodě. Distribuce je plánována do celé Evropy.
- 2018 Společnost získává ocenění v soutěži CZECH TOP 100.
- 2020 Společnost se přejmenovává na ASSA ABLOY Opening Solutions CZ s.r.o.

## Produkty FAB
- cylindrické vložky – mechanické, mechatronické
- systémy generálního a hlavního klíče
- zadlabací zámky
- visací, lankové a přídavné zámky
- bezpečnostní dveřní kování
- dveřní a podlahové zavírače – paniková kování
- skříňkové a mincové zámky
- elektrické otvírače

## Znak FAB
Na každém výrobku FAB je symbol psa – dogy, který je se značkou spjat od 30. let 20. století. Autorem návrhu psa s klíčem byl prokurista firmy Karel Váša, námět pak umělecky ztvárnil rychnovský sochař Jan Moravec.